# Vlasfabriek Bruggeman
Vlasfabriek Bruggeman-Janssens is een vlasverwerkingsbedrijf aan Tragel 6 te Koewacht.

## Geschiedenis
Het bedrijf, dat voluit Repel-, Warmroterij- en Zwingelbedrijf U.A. Bruggeman heette, werd opgericht in 1932 door Albertus en René Janssens. Zes jaar later werd in de nabijheid een soortgelijke, grotere, fabriek opgericht, namelijk de Vlasroterij Sint Andries, door de Vereniging Vlasroterij Sint Andries Koewacht. In 1933 bouwden de gebroeders Janssens de tweede warmwaterroterij van Koewacht, in navolging van de vlasserij van Fons de Waele.
In 1966 werd het bedrijf overgenomen door Urbain Arthur Bruggeman, die schoonzoon van Albertus was. Het bedrijf fungeerde tot 1994, en er werkten 3 à 4 mensen het gehele jaar door, en nog 20 mensen in het hoogseizoen, wat in de zomer viel. Na 1994 werkt de fabriek nog sporadisch.
In het bedrijf werd het warmwaterroten toegepast. Er waren vier rootkamers, grote betonnen bakken die afgesloten konden worden en waarin het roten 4 à 5 dagen duurde. Hiertoe was warm water van ongeveer 35°C nodig, wat in de fabriek werd geproduceerd. Daarom was er een schoorsteen aanwezig. Het water werd betrokken van de nabijgelegen Boschkreek.
Ook omvatte de fabriek een zwingelmachine. Uiteindelijk werd aldus vlasvezel geproduceerd.
Er bestaan plannen om de fabriek te behouden en af en toe nog te laten draaien, teneinde de op de vlasteelt en -verwerking gebaseerde industriële geschiedenis van Koewacht en omgeving voort te laten leven. De Vlasroterij Sint Andries werd kort na 2010 gesloopt.